# Antonio Muñoz
Pour les articles homonymes, voir Antonio Muñoz (homonymie) et Muñoz.
Antonio Muñoz, né le 1er mars 1951 à Barcelone, est un joueur de tennis professionnel espagnol.
Il a remporté le tournoi de Roland-Garros junior en 1969.
Il a connu plus de succès en double avec 5 titres acquis entre 1974 et 1977 dont deux avec Manuel Orantes. En 1972, il atteint les quarts de finale à Roland-Garros et à l'US Open avec Andrés Gimeno. En simple, il n'a jamais dépassé le 3e tour en Grand Chelem, chose qu'il a accompli à Roland-Garros en 1974. Dans les autres tournois, il est notamment demi-finaliste à Valence en 1973 et 1976 et quart de finaliste à Hambourg en 1974.

## Palmarès

### Titres en double messieurs
| No | Date       | Nom et lieu du tournoi                   | Catégorie | Dotation | Surface      | Partenaire        | Finalistes                            | Score              |  |
| -- | ---------- | ---------------------------------------- | --------- | -------- | ------------ | ----------------- | ------------------------------------- | ------------------ |  |
| 1  | 13-05-1974 | Bavarian Tennis Championships Munich     |           | NC $     | Terre (ext.) | Manuel Orantes    | Jürgen Fassbender Hans-Jürgen Pohmann | 2-6, 6-4, 7-6, 6-2 |  |
| 2  | 07-10-1974 | Tournoi de tennis de Madrid Madrid       |           | NC $     | Terre (ext.) | Patrice Dominguez | Brian Gottfried Raúl Ramírez          | 6-1, 6-3           |  |
| 3  | 03-03-1975 | Tournoi de tennis du Caire Le Caire      |           | NC $     | Terre (ext.) | Manuel Orantes    | Jaime Pinto-Bravo Belus Prajoux       | 3-6, 6-3, 6-4, 7-5 |  |
| 4  | 20-06-1976 | Tournoi de tennis de Berlin Berlin       |           | 50 000 $ | Dur (ext.)   | Patricio Cornejo  | Jürgen Fassbender Hans-Jürgen Pohmann | 7-5, 6-1           |  |
| 5  | 11-07-1977 | Tournoi de tennis des Pays-Bas Hilversum |           | 75 000 $ | Terre (ext.) | José Higueras     | Jean-Louis Haillet François Jauffret  | 6-1, 6-4, 2-6, 6-1 |  |

### Finales en double messieurs
| No | Date       | Nom et lieu du tournoi                         | Catégorie           | Dotation  | Surface      | Vainqueurs                 | Partenaire     | Score              |  |
| -- | ---------- | ---------------------------------------------- | ------------------- | --------- | ------------ | -------------------------- | -------------- | ------------------ |  |
| 1  | 23-07-1973 | Tournoi de tennis des Pays-Bas Hilversum       |                     | NC $      | Terre (ext.) | Iván Molina Allan Stone    | Andrés Gimeno  | 4-6, 7-6, 6-4      |  |
| 2  | 08-10-1973 | Tournoi de tennis de Barcelone Barcelone       |                     | NC $      | Terre (ext.) | Ilie Năstase Tom Okker     | Manuel Orantes | 4-6, 6-3, 6-2      |  |
| 3  | 10-10-1977 | Tournoi de tennis de Madrid Madrid             |                     | 100 000 $ | Terre (ext.) | Bob Hewitt Frew McMillan   | Manuel Orantes | 6-7, 7-6, 6-3, 6-1 |  |
| 4  | 21-11-1977 | Tournoi de tennis de Buenos Aires Buenos Aires |                     | 75 000 $  | Terre (ext.) | Ion Țiriac Guillermo Vilas | Ricardo Cano   | 6-4, 6-0           |  |
| 5  | 15-05-1978 | German International Championships Hambourg    | Championship Series | 175 000 $ | Terre (ext.) | Wojtek Fibak Tom Okker     | Víctor Pecci   | 6-2, 6-4           |  |